# Apogastropoda
Die Apogastropoda (altgr. ἀπό=aus,davon; altgr. γαστήρ=Bauch,Magen; gr.πόδι=Bein,Fuß) bilden ein Taxon in der Systematik der Biologie (Weichtiere, Schnecken). Es vereint die phylogenetischen Schwestergruppen der Caenogastropoda und Heterobranchia.
Das Taxon wurde 1987 bekannt gemacht. In der Systematik von Ponder & Lindberg (1997) ist es als Teilklasse der Unterklasse der Orthogastropoda vertreten. In der Systematik von Bouchet & Rocroi (2005) entfällt das Taxon wieder.

## Beschreibung
Die zu diesem Taxon gehörenden Gastropoda haben verzweigte tentakelartige Nerven und zwei Verbindungsstränge.

## Systematik
Gemäß Ponder & Lindberg (1997) bilden die Caenogastropoda und Heterobranchia im phylogenetischen System Schwesterngruppen und wurden zum Monophylum Apogastropoda vereinigt.
Die Apogastropoda ordnen sich in der Taxonomie von Ponder & Lindberg (1997) wie folgt ein:
- Unterklasse Orthogastropoda (Echte Schnecken), W.F. Ponder & D.R. Lindberg, 1996
  - Teilklasse Apogastropoda, L. Salvini-Plawen & G. Haszprunar, 1987
    - Überordnung Caenogastropoda, Cox, 1960
      - Ordnung Architaenioglossa, Haller, 1890
      - Ordnung Sorbeoconcha, W.F. Ponder & D.R. Lindberg, 1997

    - Überordnung Heterobranchia (Verschieden-Kiemer), J.E. Gray, 1840
      - Ordnung Heterostropha (Verschieden-Dreher), P.H. Fischer, 1885
      - Ordnung Opisthobranchia (Hinterkiemerschnecken), A. Milne-Edwards, 1848
      - Ordnung Pulmonata (Lungenschnecken), G. Cuvier in H.M.D. de Blainville, 1814

In der neueren Taxonomie von Bouchet & Rocroi (2005) wird das Taxon der Apogastropoda jedoch nicht mehr genutzt.
Es gilt aufgrund molekularbiologischer Gründe als überholt.